# CIFA Premier League
La Liga de las Islas Caimán oficialmente Cayman Islands Premier League es la primera división del fútbol de las Islas Caimán siendo la liga más importante de ese país, está organizada bajo la Federación de Fútbol de las Islas Caimán. Se fundó en 6 de agosto de 1960 y se afilió a los torneos de la Concacaf desde 1992.
El equipo campeón obtiene la clasificación al Campeonato de Clubes de la CFU.

## Equipos 2024-25
| Equipo                    | Ciudad      |
| ------------------------- | ----------- |
| 345 FC                    | George Town |
| Academy SC                | George Town |
| Bodden Town FC            | Bodden Town |
| Cayman Brac FC            |             |
| East End United FC        |             |
| Elite SC                  | West Bay    |
| Future SC                 | West Bay    |
| Roma United               | George Town |
| Scholars International FC | West Bay    |
| Sunset FC                 | George Town |
| Tigers SC                 | George Town |

## Estadios
- T.E. McField Sports Centre
- Academy Sport Field
- Haig Bodden Stadium
- Donovan Rankine Stadium
- Ed Bush Stadium

## Campeones
| Temporada | Campeón                              |
| --------- | ------------------------------------ |
| 1970/71   | B-Rite Stars                         |
| 1971/72   | B-Rite Stars                         |
| 1972/73   | Saprissa FC                          |
| 1973/74   | Desconocido                          |
| 1975-78   | Desconocido                          |
| 1979/80   | Yama Sun Oil SC                      |
| 1980/81   | Yama Sun Oil SC                      |
| 1981/82   | Desconocido                          |
| 1982/83   | St. George's                         |
| 1983/84   | Mont Joly                            |
| 1985-96   | Desconocido                          |
| 1996/97   | George Town SC                       |
| 1997/98   | Scholars International SC (West Bay) |
| 1998/99   | George Town SC                       |
| 1999/00   | Western Union FC (George Town)       |
| 2000/01   | Scholars International SC (West Bay) |
| 2001/02   | George Town SC                       |
| 2002/03   | Scholars International SC (West Bay) |
| 2003/04   | Latinos FC                           |
| 2004/05   | Western Union FC (George Town)       |
| 2005/06   | Scholars International SC (West Bay) |
| 2006/07   | Scholars International SC (West Bay) |
| 2007/08   | Scholars International SC (West Bay) |
| 2008/09   | Elite SC (George Town)               |
| 2009/10   | Scholars International SC (West Bay) |
| 2010/11   | Elite SC (George Town)               |
| 2011/12   | Scholars International SC (West Bay) |
| 2012/13   | Bodden Town FC                       |
| 2013/14   | Bodden Town FC                       |
| 2014/15   | Scholars International SC (West Bay) |
| 2015/16   | Scholars International SC (West Bay) |
| 2016/17   | Bodden Town FC                       |
| 2017/18   | Scholars International SC (West Bay) |
| 2018/19   | Scholars International SC (West Bay) |
| 2019/20   | Bodden Town FC                       |
| 2020/21   | Scholars International SC (West Bay) |
| 2022      | Scholars International SC (West Bay) |
| 2022/23   | Scholars International SC (West Bay) |
| 2023/24   | Scholars International SC (West Bay) |
| 2024/25   | Elite SC                             |

## Títulos por club
| Club                      | Campeón | Años campeón                                                                                   |
| ------------------------- | ------- | ---------------------------------------------------------------------------------------------- |
| Scholars International SC | 16      | 1998, 2001, 2003, 2006, 2007, 2008, 2010, 2012, 2015, 2016, 2018, 2019, 2021, 2022, 2023, 2024 |
| Bodden Town FC            | 4       | 2013, 2014, 2017, 2020                                                                         |
| George Town SC            | 3       | 1997, 1999, 2002                                                                               |
| Elite SC                  | 3       | 2009, 2011, 2025                                                                               |
| B-Rite Stars †            | 2       | 1971, 1972                                                                                     |
| Yama Sun Oil SC           | 2       | 1979, 1980                                                                                     |
| Western Union FC †        | 2       | 2000, 2005                                                                                     |
| Saprissa FC †             | 1       | 1973                                                                                           |
| St. George's †            | 1       | 1983                                                                                           |
| Mont Joly †               | 1       | 1984                                                                                           |
| Latinos FC                | 1       | 2004                                                                                           |

- † Equipo desaparecido.

## Máximos Goleadores
| Año     | Máximo Goleador    | Equipo           | Goles |
| 2000/01 | Anthony Fogarty    | George Town SC   | 21    |
| 2001/02 | Gary Whittaker     | George Town SC   | 23    |
| 2002/03 | Gary Whittaker     | FC International | 11    |
| 2003/04 | Michael Wilks      | George Town SC   | 12    |
| 2006/07 | Carlos Powery      | Tigers FC        | 15    |
| 2010/11 | Adrian Vieira      | Elite SC         | 18    |
| 2022-23 | Nicholy Finlayson  | Roma United      | 17    |
| 2023-24 | Jonah Ebanks       | 345 FC           | 18    |
| 2024-25 | Christopher Reeves | Elite SC         | 20    |